# Reflex (映像作品)
『Reflex』（リフレックス）は、相川七瀬初の映像作品。1997年2月19日にVHSで発売後、2000年3月29日にDVDで再発売。

## 概要
ミュージック・ビデオ集。「夢見る少女じゃいられない」から「トラブルメイカー」まで6曲のミュージック・ビデオと「恋心」カップリング「天使のように踊らせて」全7曲収録。各曲間に撮影風景（織田哲郎も出演）がアルバム『Red』収録曲から数曲流れている。

## 収録内容
1. 夢見る少女じゃいられない
2. バイバイ。
3. LIKE A HARD RAIN
4. BREAK OUT!
5. 恋心
6. 天使のように躍らせて
7. トラブルメイカー